# Nils Insulander
Nils Olof Chenon Insulander, född 21 maj 1886 på Bjärka-Säby slott, död 6 januari 1972 i Linköping, var en svensk husdjurskonsulent och författare av litteratur om lantbruksskötsel. Han var son till Ivar Insulander och far till Per Insulander.
Efter mogenhetsexamen vid Högre allmänna läroverket i Linköping 1906 blev Insulander 1909 agronom vid Alnarps lantbruksinstitut och avlade 1910 examen vid Alnarps mejeriinstitut. Han var 1911–1913 statsstipendiat i boskapsskötsel och mejerihushållning och företog 1912–1913 studieresor i Storbritannien, Nederländerna, Belgien, Tyskland och Frankrike. Åren 1913–1919 verkade Insulander som husdjurskonsulent i Malmöhus län. Han var 1917–1956 sekreterare och skattmästare i Svensk fåravelsförening, redaktör för dess tidskrift 1928–1957 och statskonsulent i får- och getskötsel 1918–1951. Insulander blev 1940 ledamot av Lantbruksakademien. Han är begravd på Vists kyrkogård.